# 논논비요리
《논논비요리》(일본어: のんのんびより, 영어: non non biyori)는 앗토가 그린 일본의 일상 코미디 만화이다. KADOKAWA의 《월간 코믹 얼라이브》에서 2009년 11월호(9월 26일 발매)부터 2021년 4월호(2월 26일 발매)까지 연재되었다. 어떤 시골 학교 "아사히가오카 분교"에 다니는 학생들의 일상을 그린 만화. 이 이야기는 앗토의 이전작인 《토코토코》를 전신으로 재편성하여 만들어졌다. 2018년 11월 시점에서 누계 발행 부수는 175만 부를 돌파했다.

## 줄거리
이야기는 아사히가오카의 외곽 마을에서 벌어진다. 많은 편의 시설은 마을에서 몇 킬로미터나 떨어져 있고 학교의 전교생은 다섯 명 뿐이며, 학생들은 전부 학년도 다르고 초등학생과 중학생이 섞여 있기까지 하다. 부모님 일 때문에 도쿄에서 온 초등학교 5학년 소녀인 이치죠 호타루는 아사히가오카 분교에 전학 오게 되고, 도로에는 "소 횡단 주의"의 표지가 있고 버스는 5시간에 1번밖에 오지 않는 시골에서 미야우치 렌게, 코시가야 나츠미, 코시가야 코마리 등 새로운 친구들과 시골의 삶에 적응하고 즐거운 나날을 보낸다.

## 등장인물
미야우치 렌게 (일본어: 宮内 れんげ)
성우 - 코이와이 코토리 / 양정화
초등학교 1학년. 12월 3일생. 키는 139cm.초등학생 1학년 치고 키가 크다. 초기 설정이 4학년 이기 때문이다. 혈액형은 B형. 이름은 꽃의 종류 중 하나인 '자운영'의 일본식 발음과 같으며, 그 꽃과 같은 색인 자색의 머리카락을 노란 리본으로 묶어 트윈테일을 하고 있다.
어미에 "나농~"(우리말 자막에서는 문장 끝에 받침 ㅇ을 붙는 것으로 처리함)을 붙이는 것이 입버릇. 아이다운 솔직한 성격이지만 "안녕하세요" 대신 "냥파스-"로 인사하는 등 독특한 감성을 가지고 있어 주변의 인간의 언행을 이해하지 못하는 것도 많다. 그 반면 성적은 우수하고 올 5의 성적을 찍거나, 테스트에서는 항상 100점을 받는 등 천재적인 면이 보인다. 그림을 그렸을 때는 상을 받을 정도로 잘 그린다고 칭찬을 받는다. 실제로 아이 이라스트 콩쿨에서 금상으로 반짝인다.
희로애락에 부족한 인상을 받았으며 웃는 표정은 한번도 보인 적이 없지만 내면적으로는 오히려 호기심이 왕성하고 약간 말괄량이인 일면도 있다. 엄마에 대해서는 친누나 이상을 따르다며 진짜 자매처럼 사이가 좋다. 또 어딘가로 나갈 때는 언니의 하나나 걸리는 것보다 엄마와 함께 있는 것이 많다. 학교에서는 나츠미와 사이가 좋아 휴일도 둘이서 놀기 많다. 호타루에겐 처음엔 서먹했지만 곧 그녀와 적극적으로 친해지고 현재는 언니처럼 따른다. 1인칭은 "우치". 별명은 "렌쭁". 호타루에게는 "렌쨩", 코노미에게는 "렌게쨩", 카에데ㆍ코마리ㆍ히카게에게는 "렌게"로 불린다. 유키코는 "렌게쨩", "렌게" 두 쪽 다 부른다. 생물에 이름을 붙일 때에는 독특한 이름을 붙였고
- 야생의 너구리에게 "건더기"
- 강에서 잡은 게에게 "소금"
- セミの幼虫に「その日暮らし」
- 学校で飼育している カブトエビに「ひらたいらさん」
- 나츠미가 연못에서 잡은 잉어에게 "히카리 모노 감독"
- 一条家の 飼い犬「ペチ」に「ひざかっくん」

이라고 이름 붙이고 있다.
이치죠 호타루 (일본어: 一条 蛍)
성우 - 무라카와 리에 / 휘인
초등학교 5학년. 5월 28일생. 키 164cm. 혈액형은 O형.
부모(아버지 - 우에다 요지, 어머니 - 나가시마 유코)일의 사정에 의한 도쿄에서 이사 온다. 초등학생 답지 않게 발육이 좋은 미소녀로, 옆집 아줌마가 맞선 사진을 건네는 등, 종종 대인급이되고 있다. 키가 큰 것을 걱정한다. 이대로 성장이 멈추기를 바란다. 코마리와 둘이서 놀려고 만났을 때 안경을 쓰고 어른스러운 사복을 입고 갔다가 코마리가 마을에 여행 온 연상의 여성으로 착각하고 끝까지 정체를 알아차리지 못한다. 그러나 1년 전의 외모는 나이와 알맞은 외모였다.
체형 등 나이에 비해서 모든 면에서 어린 코마리를 좋아하고 있다. 또 코마리 인형(통칭 "코마인형")를 대량으로 만들기, 고양이 귀과 꼬리를 단 작은 코마리(통칭 "네코마리.")의 연필 꽃이를 자작하고 있다.
렌게에 대해서는 당최 행동이 읽을 수 없는 탓인지, 좀 의식을 갖고 있던 것 같지만, 점차 친해졌으며, 현재는 같이 놀기도 한다.
성격은 차분하면서도 다소 소극적. 음식, 세탁, 바느질 등의 가사 전반이 특기. 학업도 우수하고, 시험에서 고득점을 받고 있다. 운동은 그다지 자신이 아닌 것 같지만 힘은 매우 강하고, "팔씨름으로는 누구에게도 진 적이 없다"라고 호언하던 나츠미를 순식간에 해치울 수 있다. 친척이 근처에 살고 있어 이사 이전에도 마을에 몇번 들렀던 적이 있지만, 길치이기 때문에 길을 잘 잃는다.
평소에는 외모에 걸맞은 차분한 분위기를 걸치고 있지만 바다에서 코마리가 실종됐을 때, 렌게와 함께 토끼장에 갇혔을 때에는 이성을 잃고 울부짖거나 집에서 응석받이로 자라서 아이다운 면모도 지닌다. 또 도시 사람이어서인지 시골 특유의 것에 흥미진진하고 있고, かまくら作りや イモリの観察では積極的な一面を見せた。
부모님을 "아버지", "어머니"라고 부르는데, 집에 있거나 빈둥댈 때는 "파파", "마마"라고 부른다. 1인칭은 "와타시".
별명은 "호타룽". 코마리에게는 "호타루", 유키코ㆍ코노미ㆍ카에데에게는 "호타루쨩"로 불린다. 자신부터 렌게 이외의 학생을 이름에 선배와 지어 부르고 있다.
"페치"(성우 - 히라마츠 아키코)라는 개를 기르고 있다.
코시가야 나츠미 (일본어: 越谷 夏海 )
성우 - 사쿠라 아야네/소연
중학교 1학년. 코마리의 동생. 1월 24일생. 키 156cm. 혈액형은 B형.
밝은 성격으로 분위기 메이커. 사람을 놀리기를 좋아하고, 特に姉の小鞠を標的とすることが多い。어릴 때부터 장난만 하고 자신에게 벼락을 떨어뜨린 어머니인 유키코에는 꼼짝 못하지만 주의해도 거의 반성하지 않기 때문에 나무라는 빈도는 떨어질 기미가 없다. 또 장난이 심해서 엄마에게 제재를 받는 일이 많다. 트러블 메이커적인 측면이 있다.
勉強は大の苦手だが、幅広い雑学知識を持っており頭の回転は四人の中で一番速い。また、最年長の小鞠は見た目通り幼い面があり、大人のように落ち着いた雰囲気の蛍もいざというときは取り乱してしまうため、このような状況で全員に冷静な指示を出すなど頼りになる一面もある。반면, 오키나와 여행 가서 섭섭해서 울어 버리는 등(극장판에서는 아오이와의 이별부터)아이 같은 일면도 있다. 이름 "나츠미"의 유래는, 머리 모양이 야자수 같아서, 코코넛의 너트에서 "나츠미"가 됐다.
일인칭은 "우치". 별명은 "낫쯩"(그러나 그렇게 부르는 것은 렌게만). 코노미에게는 "낫쨩"라 불리는데, 호라루 이외의 대부분의 인물에서는 그냥 이름만 부른다. 幼少期は ブラコンで、将来は兄ちゃんのお嫁さんになると言っていた。現在は、兄に対して（頼りにすることはあれど）かなり雑な扱いをしているが、作中で卓がコミュニケーションをとる相手は大半が彼女である。작중에서 거의 모든 등장인물과 커뮤니케이션을 취하고 있지만, 호타루와는 교류가 적어 단둘이 되었을 때에는 대화가 이어지지 않고 분위기가 어색하다. 극장판에서는 오키나와에서 만난 아오이와 사이가 좋아진다.
코시가야 코마리 (일본어: 越谷 小鞠 )
성우 - 아스미 카나/ 신소윤
중학교 2학년. 나츠미의 언니. 9월 14일생. 키 140cm미만. 혈액형은 AB형.
키가 작은 것을 걱정하고 있다. 大人に対する憧れが強く、何かにつけて大人ぶろうとするが、実際には怖がりで子供っぽい面が多い。또 요리는 서툴지만 그럼에도 불구하고 쓸데없는 변명을 하고 싶어 하는 경향이 있다. 주먹밥 밖에 잘하는 요리가 없다.
학력은 평균적이지만, 조금이라도 성적이 떨어졌을 때는 나츠미의 고자질으로 어머니에게 야단 맞은 적도 있다.
ヤマが当たりやすく、テスト前に夏海に出した問題が全て実際のテストで出題された。
모두와 바다에 갔을 때는 미아로 착각하고 미아 센터로 끌려가고 만다. よく夏海からイタズラされたり、貧乏くじを引くことが多々あるなど不憫な目に遭うことが多い。그러나 책임감은 강하고, 연상으로 모두의 모범이 돼야 한다는 자각은 가지고 있어 겉돌면서도 때로는 행동력을 발휘하는 경우가 있다.
호타루가 매우 좋아하고 있지만 자신보다 어린 나이에도 불구하고 성격이나 분위기가 어른스럽다 그녀에게 속내 복잡 미묘한 감정을 품는다. 일인칭은 "와타시". 별명은 "코마쨩". 유래는 이름이 아니라 코마이(키가 작고 작다)다. 본인은 그렇게 부르지 않고 부를 경우 "코마쨩이라고 부르지 마!"와 같은 분노. 렌게에 대해서도 당초에는 주의했으나 전혀 개선되지 않았기 때문에 이 별명이 완전히 정착되어 버리고 있다. 또한 호타루는 그 일을 염려하고, "선배"라고 부른다.
곰인형 "쇼키치 씨"를 어릴 적부터 소중히 여기고 있어 초등학생 때는 학교에 갖고 갈 정도였다. その後暫くは自室の部屋のベッドの下で忘れ去られていたが、掃除の際に経年劣化した状態になっている物を偶然見つけ、호타루와 함께 고쳐서 또 아낀다.

### 그외의 등장인물
코시가야 스구루 (일본어: 越谷 卓 )
성우 -고바야시 친홍 /제이홉
중학교 3학년. 나츠미, 코마리의 오빠. 4월 11일생. 키 171cm. 검은테의 안경을 쓰고 있다. 분교에서 유일한 남학생인데, 작중에 대사가 전혀 없는 존재감이다. 한번 작중으로 한 적이 있었는데 자신이 치던 전자 기타 소리와 코노미의 소리에 묻혀서 들리지 않았다. 나츠미에게 무시당하거나 소홀한 취급을 받는 등 엉망인 처지지만, 본인은 신경 쓰지 않는 모양. 기타 외에 피아노도 칠 수가 있다. 애니메이션 제 2기 제 1회 입학식에서는 반주를 담당했다.
작중에서는 일관되게 이름으로 부른 적이 없다. 어머니인 유키코와 담임 교사인 카즈호조차 "오빠"이라고 부른다. 애니메이션에서는 アニメでは蛍のナレーションで一度だけ「卓先輩」と読まれ、れんげからは「にぃにぃ」と呼ばれ、このみからは「メガネ君」と呼ばれている。なお、初期設定は「兄ちゃん」で、名前が存在しなかった。
약간 오타쿠의 마음이 있어서, 魚を瞬時にさばくなど料理の腕前も持っているほか、『 けい◯ん』のライブチケットに必ず当選したり、福引で沖縄旅行を引き当てたりなど、복 많은 소유자이기도 하다.
코시가야 유키코 (일본어: 越谷 雪子 )
성우 - 히라마츠 아키코/제이홉
나츠미, 코마리, 스구루의 엄마. 종종 엄격한데 특히 게으름을 피우는 나츠미에게 엄격하다. 또한 아사히가오카 분교를 졸업했다. (작가의 후기에 의하면) 학창시절에는 지금 카에데가 렌게를 돌보는 것처럼 카즈호를 돌보았다.
미야우치 히카게 (일본어: 宮内 ひかげ )
성우 - 후쿠엔 미사토
렌게의 언니. 도쿄에서 공부를 하고 있는 고등학교 1학년생. 남에게 자기의 경험을 자랑하는 것을 좋아한다. 히카게는 작가의 다른 작품인 "소악마 머랭"(일본어: こあくまメレンゲ 고아쿠마 메렌게[*])에서도 등장한다. 애칭은 히카언니.
카가야마 카에데 (일본어: 加賀山 楓 )
성우 - 사토 리나
사탕가게를 운영하고 있는 20살의 아사히가오카 분교의 졸업생. 별명은 "사탕가게"(일본어: 駄菓子屋 다가시야[*])로 본명보다 더 많이 불린다. 사탕을 사러 오는 아이들은 호타루 또래 뿐이며 평소에는 가게가 텅 비어있다. 렌게에게 약해서 렌게가 무언가를 부탁하면 차마 거절하지 못한다. 생업을 이어가기 위해 가게에서는 스키 렌탈 사업도 한다. (보면 침낭을 빌려주거나, 이불을 빌려주는 등 이것저것 다 하는듯하다)
후지미야 코노미 (일본어: 富士宮 このみ )
성우 - 신타니 료코
코시가야의 옆집에 살고 있는 아사히가오카 분교의 졸업생. 지역 고등학교의 3학년 학생이다. 애칭은 코노쨩.
이시카와 호노카 (일본어: 石川 ほのか)
성우 - 타카가키 아야히
초등학교 1학년.
夏休みに父親の実家へ里帰りしていた際にれんげと出会い親友になる。それまで年上としか交流が無かったれんげにとっては初めての同年代の親友だった。父親の都合でれんげに挨拶できないまま実家を去ってしまうが、後日手紙と写真をれんげの元へ送り再会を約束する。
れんげは、ほのかのことを「ほのかちん」と呼んでいる。
원래는 본작의 전신인 『토코토코』의 등장 캐릭터.
시노다 아카네 (일본어: 篠田 あかね)
코노미가 다니는 고교의 1학년, 취주악부 후배. 담당은 좋아하는 플루트. 낯가리는 성격으로 사람 앞에 서기가 서툴다. 先輩であるこのみの積極的な性格に押され初対面であるれんげ達と仲良くなろうとしたり、동아리 플루트를 집에서도 연습하는 등 노력가이다. 蛍と初対面した時、年上であると勘違いしていた。
시오리 (일본어: しおり) 
동네 파출소 순경의 딸.
렌게보다도 연하로 렌게를 "언니"라고 부르고 있다.
렌게의 독특한 감성과 동조할 수 있고, 나츠미에게서「強いれんげイズムを感じている」로 여겨진다.
니자토 아오이 (일본어: 新里 あおい)
극장판 오리지널 캐릭터.
중학교 1학년. れんげたちが宿泊する 民宿「にいざと」の看板娘。중학교 학교 생활하면서 민박의 심부름을 하고 있다.
학교에서는 배드민턴 부 소속이며, 집에서는 부모에 숨어 몰래 연습을 하고 있다.
오키나와 여행으로 오키나와를 안내하면서 렌게와 친해지고 특히 동갑내기 나츠미와는 부모 몰래 배드민턴 연습하는 모습을 보인 것을 계기로 사이좋게 된다.

## 단행본
앗토가 쓴 만화는 미디어 팩토리의 코믹 얼라이브 지에서 2009년 11월부터 연재를 시작했다.
 2014년 7월 기준으로 일곱 권의 단행본이 출판되었다. 대한민국에서는 이미지프레임(길찾기) 출판사, 이기선 번역으로 2015년 5월 28일에 제 1권을 시작으로, 2016년 4월 기준 제 8권까지 한국어판이 발매되었다.

### 원작 본편
| 번호 | 일본어 출간일    | 일본어 ISBN            | 한국어 출간일    | 한국어 ISBN            |
| ---- | ---------------- | ---------------------- | ---------------- | ---------------------- |
| 1    | 2010년 3월 23일  | ISBN 978-4-0406-6521-4 | 2015년 5월 28일  | ISBN 978-8-9605-2460-6 |
| 2    | 2010년 12월 22일 | ISBN 978-4-0406-6522-1 | 2015년 6월 10일  | ISBN 978-8-9605-2461-3 |
| 3    | 2011년 10월 22일 | ISBN 978-4-0406-6523-8 | 2015년 7월 30일  | ISBN 978-8-9605-2462-0 |
| 4    | 2012년 7월 23일  | ISBN 978-4-0406-6524-5 | 2015년 7월 30일  | ISBN 978-8-9605-2463-7 |
| 5    | 2013년 2월 23일  | ISBN 978-4-0406-6525-2 | 2015년 12월 31일 | ISBN 978-8-9605-2506-1 |
| 6    | 2013년 9월 21일  | ISBN 978-4-0406-6526-9 | 2015년 12월 31일 | ISBN 978-8-9605-2507-8 |
| 7    | 2014년 7월 23일  | ISBN 978-4-0406-6813-0 | 2016년 3월 31일  | ISBN 978-8-9605-2508-5 |
| 8    | 2015년 1월 31일  | ISBN 978-4-04-067282-3 | 2016년 3월 31일  | ISBN 978-8-9605-2509-2 |
| 9    | 2015년 12월 31일 | ISBN 978-4-04-067860-3 | —                | ISBN —                 |

### 공식 가이드북
| 제목           | 초판발행일 (발매일)               | ISBN                   | 주요 내용                                                    |
| -------------- | --------------------------------- | ---------------------- | ------------------------------------------------------------ |
| 논논비요리 8.5 | 2015년 7월 31일 (2015년 7월 23일) | ISBN 978-4-8401-2996-1 | 캐릭터・무대의 소개 TV 애니메이션 관련 인물・원작자의 인터뷰 |

## 애니메이션
논논비요리의 애니메이션 제 1기는 실버 링크가 제작하였다. 2013년 10월 7일부터 2013년 12월 23일까지 일본에서 방영되었으며 북미에서는 Crunchyoll에서 동시 방영되었다. 또한 대한민국에서는 애니플러스에서 2013년 10월부터 일본과 동시 방영이 된 바가 있다. 제 1기의 오프닝 테마는 nano.RIPE의 "나나이로 비요리"(일본어: なないろびより 무지개빛 날씨[*])이고, 엔딩 테마는 ZAQ가 작곡하고 무라카와 리에, 사쿠라 아야네, 아스미 카나와 코이와이 코토리가 부른 "논논비요리"(일본어: のんのん日和)이다. 북미에서는 센타이 필름웍스가 라이선스를 취득했다. 애니메이션 제 2기의 제작은 2014년 4월 6일에 발표되었다. OVA의 경우 만화책 단행본 제 7권에 포함되어 2014년 7월 23일에 발매되었는데, OP, ED의 경우 기존과 동일하다. 애니메이션 제 2기 "논논비요리 리피트"(일본어: のんのんびより　りぴ～と)는 기존 1기 스태프와 동일하게 2015년 7월 6일부터 9월 29일까지 방영되었다. 오프닝은 nano.RIPE가 부른 "코다마코토다마"(일본어: こだまことだま)이고, 엔딩은 무라카와 리에, 사쿠라 아야네, 아스마 카나, 코이와이 코토리가 부른 "오카에리"(일본어: おかえり)이다. 애니메이션 2기의 경우 현재 애니플러스에서 7월 8일부터 동시 방영되었다. 애니메이션 제 3기 "논논비요리 논스톱"은 2021년 1월 11일부터 3월 29일까지 방영되었다.

### 참조주
1. ↑  “月刊コミックアライブ 2009年11月号” (일본어). メディアファクトリー. 2009年10月1日에 원본 문서에서 보존된 문서. 2014년 7월 25일에 확인함.
2. ↑  『月刊コミックアライブ』編集部 (2013년 12월 23일). 《マンガ質問状：「のんのんびより」 “にゃんぱすー”誕生は作者のノリから》. 《MANTAN（旧毎日新聞デジタル）》.  인터뷰어: MANTANWEB. 2020년 11월 24일에 확인함.
3. ↑  단행본 제13권 띠지의 표기에서.
4. ↑  논논비요리 단행본 제5권에서
5. ↑  논논비요리 단행본 제2권에서
6. 1 2  “보관된 사본”. 2014년 4월 7일에 원본 문서에서 보존된 문서. 2014년 4월 6일에 확인함.
7. 1 2  “のんのんびより7巻” [논논비요리 7] (일본어). 미디어펙토리. 2018년 8월 31일에 원본 문서에서 보존된 문서. 2014년 10월 1일에 확인함.
8. ↑  “논논비요리 8”. NAVER 책. 2016년 4월 17일에 확인함.
9. ↑  “のんのんびより 1” [논논비요리 1] (일본어). 미디어펙토리. 2018년 8월 31일에 원본 문서에서 보존된 문서. 2014년 10월 1일에 확인함.
10. ↑  “논논비요리 1”. NAVER 책. 2016년 4월 17일에 확인함.
11. ↑  “のんのんびより 2” [논논비요리 2] (일본어). 미디어펙토리. 2018년 8월 31일에 원본 문서에서 보존된 문서. 2014년 10월 1일에 확인함.
12. ↑  “논논비요리 2”. 알라딘. 2015년 7월 3일에 확인함.
13. ↑  “のんのんびより 3” [논논비요리 3] (일본어). 미디어펙토리. 2018년 8월 31일에 원본 문서에서 보존된 문서. 2014년 10월 1일에 확인함.
14. ↑  “논논비요리 3”. NAVER 책. 2015년 12월 26일에 확인함.
15. ↑  “のんのんびより 4” [논논비요리 4] (일본어). 미디어펙토리. 2018년 8월 31일에 원본 문서에서 보존된 문서. 2014년 10월 1일에 확인함.
16. ↑  “논논비요리 3”. NAVER 책. 2015년 12월 26일에 확인함.
17. ↑  “のんのんびより 5” [논논비요리 5] (일본어). 미디어펙토리. 2018년 8월 31일에 원본 문서에서 보존된 문서. 2014년 10월 1일에 확인함.
18. ↑  “논논비요리 5”. NAVER 책. 2016년 1월 5일에 확인함.
19. ↑  “のんのんびより 6” [논논비요리 6] (일본어). 미디어펙토리. 2018년 8월 31일에 원본 문서에서 보존된 문서. 2014년 10월 1일에 확인함.
20. ↑  “논논비요리 6”. NAVER 책. 2016년 1월 5일에 확인함.
21. ↑  “논논비요리 7”. NAVER 책. 2016년 4월 17일에 확인함.
22. ↑  “のんのんびより8巻” [논논비요리 8] (일본어). 미디어펙토리. 2018년 8월 31일에 원본 문서에서 보존된 문서. 2016년 4월 17일에 확인함.
23. ↑  “논논비요리 8”. NAVER 책. 2016년 4월 17일에 확인함.
24. ↑  “Crunchyroll to Stream Non Non Biyori Schoolgirl Anime”. 아니메 뉴스 네트워크. 2013년 10월 19일. 2013년 10월 23일에 확인함.
25. ↑  애플혁명 2013년10월 초신속동시방영 공개! 보관됨 2015-02-06 - 웨이백 머신, 애니플러스, 2013년 10월 2일 작성, 2014년 2월 9일 확인.
26. ↑  Non Non Biyori Schoolgirl Anime's Ad Previews nano.RIPE Song, 아니메 뉴스 네트워크, 2013년 10월 3일 작성, 2014년 2월 23일 확인.
27. ↑  “논논비요리 소개 페이지”. 애니플러스.
28. ↑  “Sentai Filmworks Adds Non Non Biyori Schoolgirl Anime”. 《Anime News Network》. 2013년 10월 29일에 원본 문서에서 보존된 문서. 2016년 4월 17일에 확인함.
29. ↑  “Non Non Biyori Repeat Sequel Anime's 2nd Promo Video Streamed”. 애니메 뉴스 네트워크. 2015년 5월 22일. 2015년 5월 23일에 확인함.
30. ↑  “2015년 7월 신작공개 - [어둠의 다크니스]에 휩싸인 7월 신작결계를 해제하라!”. 애니플러스. 2015년 6월 25일. 2015년 7월 10일에 확인함.